# Péter Bornemisza
Péter Bornemisza (n. 1535 – d. 1584) a fost un scriitor maghiar.